# Велике Липљене
Велике Липљене (словен. Velike Lipljene) насељено је место у општини Гросупље у централној Словенији, покрајина Долењска. Лежи у брдима јужно од Гросупља. Општина припада регији Средишња Словенија.
Налази се на надморској висини 485,4 м, површине 2,8 км². Приликом пописа становништва 2002. године насеље је имало 114 становника. 

## Масовна гробница
У Велико Липљену је масовна гробница из Другог светског рата, која се налази у западмо делу села на падини брда Медвејца, а садржи остатке непознатих жртава.

## Културна баштина
У близини насеља откривена је античка некропола